# Helius (Helius) impensus
Helius (Helius) impensus is een tweevleugelige uit de familie steltmuggen (Limoniidae). De soort komt voor in het Oriëntaals gebied.